# 梅里格林鎮區 (阿肯色州格蘭特縣)
梅里格林鎮區（英語：Merry Green Township）是位於美國阿肯色州格蘭特縣的一個行政鎮區。

## 地方資料
梅里格林鎮區的面積為139.71平方千米，當中陸地面積為139.47平方千米，而水域面積為0.24平方千米。根據2010年美國人口普查的數據，當地共有人口7213人，而人口密度為每平方千米51.63人。